# Pedro Roseta
Pedro Manuel Cruz Roseta (Covilhã, 29 de junho de 1943) é um jurista e político português.

## Biografia
Nascido na Covilhã, veio para Lisboa ainda criança. Licenciou-se em Direito, tendo sido membro dos órgãos dirigentes da Associação Académica da Faculdade de Direito da Universidade de Lisboa, entre 1967 e 1968. Foi também presidente nacional da Juventude Universitária Católica e director do jornal Encontro, editado pela Juventude Universitária Católica.
Terminada a licenciatura, foi técnico superior do Gabinete de Estudos e Planeamento do Ministério da Educação, de 1968 a 1972, tendo colaborado na reforma educativa do ministro José Veiga Simão, juntamente com Adelino Amaro da Costa, Fraústo da Silva, Alberto Ralha, Roberto Carneiro, entre outros. Em 1972 foi exercer o cargo de secretário-geral da Universidade Católica Portuguesa e Secretário da sua Faculdade de Ciências Humanas, que deixou em 1973, para desempenhar, até fevereiro de 1974, a função de Chefe da Divisão de Estudos da Direcção-Geral do Ensino Superior.
Em 1973 conheceu Francisco Sá Carneiro, que, em 1974,na qualidade de Secretário-Geral, o convidou a aderir ao Partido Popular Democrático, hoje Partido Social Democrata, e para ser seu assistente. Foi deputado à Assembleia Constituinte, pelo círculo eleitoral de Castelo Branco, e à Assembleia da República nas I, II, V a IX Legislaturas. Foi presidente do Grupo Parlamentar do PSD, sendo líderes Francisco Sá Carneiro e Francisco Pinto Balsemão, durante o primeiro período do Governo da Aliança Democrática, entre 1979 e 1981.
Em 1981 foi nomeado embaixador representante permanente de Portugal junto da OCDE, permanecendo em Paris até 1988. Nesta Organização foi eleito vice-presidente do Comité Executivo e Presidente da Comissão de Ligação com o Conselho da Europa e do Grupo de Trabalho sobre a Informação. Quando deixou essas funções regressou à Assembleia da República, tendo sido presidente das Comissões Parlamentares de Negócios Estrangeiros, Comunidades Portuguesas e Cooperação e de Educação, Ciência e Cultura. Foi deputado da Assembleia Municipal da Covilhã no mandato iniciado em 1993. Entre 1989 e 2002 e, mais tarde, entre 2004 e 2005, foi membro da Assembleia Parlamentar do Conselho da Europa. Nesta Assembleia foi Presidente das Comissões de Cultura e Educação e Ciência e Tecnologia. Foi igualmente membro da Assembleia da União da Europa Ocidental, tendo sido eleito para o cargo de seu Vice-Presidente. No PSD foi sucessivamente membro da Comissão Política Nacional, do Conselho Nacional, presidente da Comissão Política Distrital da Área Metropolitana de Lisboa e diretor do jornal "Povo Livre". De 2001 a 2002 presidiu à Comissão de Relações Internacionais do PSD. Foi presidente do Conselho Geral do Instituto Francisco Sá Carneiro, do qual é membro.
Em abril de 2002 foi empossado ministro da Cultura do XV Governo Constitucional, liderado por Durão Barroso até julho de 2004.
Entre as restantes atividades que desempenhou, foi professor convidado da Universidade Católica Portuguesa de 1992 a 1993 e 2007 a 2010, tendo sido membro da Direcção do Centro de Estudos dos Povos e Culturas de Expressão Portuguesa de 1989 a 2000. Foi membro do primeiro mandato do Conselho Nacional de Educação (1988 a 1991) e Presidente do Conselho Coordenador do Ensino Particular e Cooperativo (1989 a 1995). Foi membro do Conselho Nacional de Ética para as Ciências da Vida (1996 a 2001). Foi designado, a convite do então Presidente da Câmara Municipal de Lisboa Prof. Carmona Rodrigues, Presidente do Conselho de Administração da SRU da Baixa Pombalina (2007 a 2008).
É casado com Helena Roseta, com a qual tem três filhas e sete netos e netas, tio paterno de Cuca Roseta, co-cunhado de António Capucho e de Guilherme d'Oliveira Martins e cunhado de Margarida Salema d'Oliveira Martins.

## Funções governamentais exercidas
- XV Governo Constitucional
  - Ministro da Cultura